# میلیارو
میلیارو (به ایتالیایی: Migliaro) یک منطقهٔ مسکونی در ایتالیا است که در استان فرارا واقع شده‌است. میلیارو ۲۲٫۵ کیلومتر مربع مساحت و ۲٬۳۶۷ نفر جمعیت دارد و ۱ متر بالاتر از سطح دریا واقع شده‌است.